# Science-Fiction-Jahr 1949
Übersicht

◄◄ | ◄ | 1945 | 1946 | 1947 | 1948 | Science-Fiction-Jahr 1949 | 1950 | 1951 | 1952 | 1953 | ► | ►►

Weitere Ereignisse

## Neuerscheinungen Literatur
| Deutscher Titel                               | Deutschsprachiges Erscheinungsjahr | Originaltitel             | Autor                                         | Anmerkungen                                                                     |
| --------------------------------------------- | ---------------------------------- | ------------------------- | --------------------------------------------- | ------------------------------------------------------------------------------- |
| Weiße Kohle – Die Stadt in der Erde           | 1949                               | –                         | Bruno S. Wiek (Pseudonym von Walter Troppenz) | bereits 1940 unter dem Titel Ave-Brunonia. Die Stadt in der Erde veröffentlicht |
| 1984                                          | 1950                               | Nineteen Eighty-Four      | George Orwell                                 | prägte den Begriff Big Brother                                                  |
| Der rote Planet                               | 1952                               | Red Planet                | Robert A. Heinlein                            | Rezension                                                                       |
| Heliopolis. Rückblick auf eine Stadt          | 1949                               | –                         | Ernst Jünger                                  |                                                                                 |
| Herrscher im Weltenraum: 200 000 Jahre später | 1952                               | The Star Kings            | Edmond Hamilton                               |                                                                                 |
| Der Club der Unsterblichen                    | 1963                               | The Involuntary Immortals | Rog Phillips                                  |                                                                                 |

## Neuerscheinungen Filme
| Deutscher Titel                       | Deutschsprachiges Erscheinungsjahr | Originaltitel          | Regie                               | Anmerkungen             |
| ------------------------------------- | ---------------------------------- | ---------------------- | ----------------------------------- | ----------------------- |
| Panik um King Kong                    | 1950                               | Mighty Joe Young       | Ernest B. Schoedsack                |                         |
| Batman and Robin                      |                                    | Batman and Robin       | Spencer Gordon Bennet               | 15-teiliges Kino-Serial |
| Der König der Raketenmänner           | 1953                               | King of the Rocket Men | Fred C. Brannon                     | 15-teiliges Kino-Serial |
| Bruce Gentry – Daredevil of the Skies |                                    | Bruce Gentry           | Spencer Gordon Bennet               | 15-teiliges Kino-Serial |
| Geliebte nach Maß                     | 1950                               | The Perfect Woman      | Bernard Knowles                     |                         |
|                                       |                                    | Tômei ningen arawaru   | Shinsei Adachi, Shigehiro Fukushima |                         |

## Neuerscheinungen Fernsehserien
| Deutscher Titel                     | gesendet  | Originaltitel                       | Episoden | Staffeln | Anmerkungen             |
| ----------------------------------- | --------- | ----------------------------------- | -------- | -------- | ----------------------- |
| Captain Video and His Video Rangers | 1949–1955 | Captain Video and His Video Rangers | ≈ 1200   |          | Genaue Anzahl unbekannt |

## Neuerscheinungen Heftserien
- Rah Norten, der Eroberer des Weltalls, 1949–1950, 20 Hefte

## Conventions
- 7. Worldcon, 3. – 5. September, Cincinnati, Vorsitzender: Don Ford, Ehrengäste: Lloyd A. Eshbach (pro) & Ted Carnell (fan)

## Geboren
- Peter Ackroyd
- Michael Berlyn († 2023)
- Jeffrey A. Carver
- Vittorio Curtoni († 2011)
- Ellen Datlow
- Hans Frey († 2024)
- Reinhard Köhrer († 2021)
- Rolf Krohn
- Marockh Lautenschlag
- Edward M. Lerner
- R. A. MacAvoy
- Lois McMaster Bujold
- Mike McQuay († 1995)
- Gianni Montanari († 2020)
- Haruki Murakami
- Horst Pukallus
- Robert Fleming Rankin
- Peter Terrid († 1998)
- Harry Turtledove
- Werner Zillig

## Gestorben
- Demeter Georgiewitz-Weitzer (Pseudonym G. W. Surya; * 1873)
- Karl Ludwig Kossak (* 1891)
- Theodor Heinrich Mayer (* 1884)
- Elin Pelin (Елин Пелин, * 1877)